# Sweet Sixteen
A "Sweet Sixteen" egy 1986-os pop-rock ballada, melyet a brit énekes-dalszerző, Billy Idol írt, és amely a Whiplash Smile című harmadik albumának utolsó kislemeze. Lassú tempója és dallamossága miatt a rádiók kedvence. Hosszú ideig ez az utolsó olyan kislemez, amely még a gitáros Steve Stevenshez köthető, bár ebben a dalban nem ő játszik.

## Tracklista

### 7" kislemez
1. Sweet Sixteen (4:14)
2. Beyond Belief (4:00)

### 12" kislemez
1. Sweet Sixteen (4:14)
2. Beyond Belief (4:00)
3. Rebel Yell (Extended Version)

### 12" Maxi-Single
1. Sweet Sixteen (4:14)
2. Beyond Belief (4:00)
3. One Night, One Chance (3:52)